# Släng dig i brunnen
Släng dig i brunnen är ett tv-program med svensk ståuppkomik som sändes i Sveriges Television med en omgång per år från 1990 till 1999. Under 90-talet sändes totalt 63 program och sammanlagt 63 komiker medverkade. Programmet gjorde snabbt ståuppgenren populär genom namn som Adde Malmberg (även producent för programmet), Babben Larsson, Lennie Norman, Thomas Petersson, Peter Wahlbeck, Jan Bylund, för att nämna några. Sitt putslustiga namn fick programmet av att det från början spelades in på restaurangen Norra Brunn i Stockholm. Detta till förmån för det tidigare föreslagna Suckarnas Brunn.
Mellan 1998 och 1999 spelades programmet in på Berns salonger, också i Stockholm. 
En ny säsong spelades in i augusti 2017 och sändes under hösten 2017. Därefter gjordes ytterligare två säsonger de efterföljande åren.

## Medverkande
Medverkande i urval.

- Adde Malmberg
- Ann Westin
- Anna-Lena Brundin
- Babben Larsson
- Claes Malmberg
- David Batra
- David Sundin
- David Waldfogel
- Fredrik Lindström
- Henrik Schyffert
- Jan Bylund
- Jesper Odelberg
- Johan Glans
- Johannes Brost
- John Ajvide Lindqvist
- John Houdi
- John Thelin
- Johnny Sundin
- Jonas Gardell
- Jonatan Unge
- Lars Brandeby
- Lars Magnusson
- Lasse Lindroth
- Lennie Norman
- Marika Carlsson
- Mia Skäringer
- Måns Möller
- Peter Wahlbeck
- Petrina Solange
- Pontus Enhörning
- Ronny Eriksson
- Stellan Sundahl
- Thomas Järvheden
- Thomas Oredsson
- Thomas Petersson
- Ulla Skoog
- Özz Nûjen

## Säsonger

### Säsong 10 (2017)
Inspelat på Norra Brunn i Stockholm.
| Nr i serien | Titel    | Medverkande |
| ----------- | -------- | --- |
| 1           | "2017:1" | Johanna Wagrell, Henrik Nyblom, Petrina Solange, Jonatan Unge och Jonas Strandberg. |
| 2           | "2017:2" | Messiah Hallberg, Josefin Sonck, Carl Stanley, David Sundin, Therese Sandin, Jonatan Unge, Måns Möller och Johanna Wagrell.                                                                                     |
| 3           | "2017:3" | Simon Gärdenfors, Camilla Fågelborg, Nisse Hallberg, Petter Bristav, Özz Nujen, Albin Olsson, David Batra, Anna-Lena Bergelin, Josefin Sonck, Jonas Stranberg och Sandra Ilar.                                  |
| 4           | "2017:4" | Petrina Solange, Niklas Andersson, Fredrik Andersson, Messiah Hallberg, Charlie Michaelsen, Tobias Erehed, Ann Westin, Tomas Oredsson, Simon Gärdenfors, Albin Olsson, Johannes Finnlaugsson och Josefin Sonck. |
| 5           | "2017:5" | Johannes Finnlagugsson, Henrik Nyblom, Petrina Solange, Sandra Ilar, Messiah Hallberg, Camilla Fågelborg, Nisse Hallberg, Simon Gärdenfors, Nour El Refai och Özz Nujen.                                        |
| 6           | "2017:6" | Albin Olsson, Therese Sandin, Tobias Erehed, Jonas Strandberg, David Sundin, Josefin Sonck, Simon Gärdenfors, Petter Bristav, Johan Glans, Soran Ismail, Niklas Andersson och Magnus Betnér.                    |
| 7           | "2017:7" | Petrina Solange, Jonatan Unge, Nisse Hallberg, Henrik Nyblom, Magnus Betnér, Charlie Michaelsen, Niklas Andersson och Johannes Finnlaugsson.                                                                    |
| 8           | "2017:8" | Messiah Hallberg, Tobias Erehed, Niklas Andersson, Camilla Fågelborg, Johan Glans, Johanna Wagrell, Petter Bristav, David Batra, Anna-Lena Bergelin, Jonas Strandberg och Sandra Ilar.                          |

### Säsong 11 (2018)
Inspelat på Norra Brunn i Stockholm.
| Nr i serien | Titel    | Medverkande |
| ----------- | -------- | --- |
| 1           | "2018:1" | Jonatan Unge, Anton Magnusson, Johanna Wagrell, Henrik Schyffert, Marcus Berggren, Jesper Rönndahl och Lisa Eriksson.                |
| 2           | "2018:2" | Marcus Thapper, Ann Westin, Isak Jansson, Petrina Solange, Niklas Andersson, Henrik Nyblom och Daniel Sanchez.                       |
| 3           | "2018:3" | Elin Almén, Nisse Hallberg, Christoffer Fernis, Måns Möller, Jonas Strandberg, Marika Carlsson och Simon Gärdenfors.                 |
| 4           | "2018:4" | Elinor Svensson, Johannes Finnlaugsson, David Sundin, Sandra Ilar, Albin Olsson, Ahmed Berhan, Simon Garshasebi och Jesper Rönndahl. |
| 5           | "2018:5" | Johanna Wagrell, Marcus Berggren, Jonatan Unge, Therese Sandin och Thanos Fotas                                                      |
| 6           | "2018:6" | Petrina Solange, Henrik Schyffert, Josefin Sonck, Anton Magnusson, Daniel Sanchez.                                                   |
| 7           | "2018:7" | Thanos Fotas, Elinor Svensson, Jonatan Unge, Simon Gärdenfors, Elin Almén, Nisse Hallberg, Jonas Strandberg, Marcus Berggren.        |
| 8           | "2018:8" | Babben Larsson, Marcus Thapper, Lisa Eriksson, Isak Jansson, Josefin Johansson, Henrik Nyblom och Niklas Andersson.                  |

### Säsong 12 (2019)
Inspelat på Norra Brunn i Stockholm. Producent: Henrik Schyffert
| Nr i serien | Titel                           | Medverkande |
| ----------- | ------------------------------- | --- |
| 1           | "Om att skita i det blå skåpet" | David Sundin, Tina Bergérus, Anders Johansson, Johanna Wagrell, Peter Wahlbeck, Christoffer Nyqvist och Ahmed Berhan.                        |
| 2           | "Kan du innebandy?"             | Niklas Andersson, Ina Lundström, Anton Magnusson, Henrik Nyblom, Shanthi Rydwall Menon, Fredrik Lindström och Nisse Hallberg.                |
| 3           | "Det blir ingen jävla lunch."   | Kristoffer Appelquist, Simon Gärdenfors, Evelyn Mok, André Wickström, Johannes Brenning, Daniel Sanchez och Elin Almén.                      |
| 4           | "Det är en diva på scenen"      | Isak Jansson, Emma Knyckare, Robin Berglund, Melody Farshin, John Gillberg, Marcus Berggren och Johanna Wagrell.                             |
| 5           | "Kissa på bullarna"             | Peter Wahlbeck, Simon Garshasebi, Josefin Sonck, Anders Johansson, Albin Olsson, Ina Lundström.                                              |
| 6           | "En soffa är en stor kudde"     | David Sundin, Jonatan Unge, Elin Almén, Henrik Nyblom, Evelyn Mok och Ahmed Berhan.                                                          |
| 7           | "Fy fan va vi ska snacka genus" | Nisse Hallberg, Ina Lundström, Christoffer Nyqvist, Johannes Brenning, John Gillberg, Emma Knyckare, Shanthi Rydwall Menon och Isak Jansson. |
| 8           | "Det är som ett Narnia i slem"  | Johanna Wagrell, Anton Magnusson, Niklas Andersson, Tina Bergérus, Jonatan Unge, Marcus Berggren, Robin Berglund.                            |